# ダウブリール石
ダウブリール石(Daubréelite)は、珍しい硫化鉱物である。結晶系は立方晶であり、化学組成はFe2+Cr3+2S4である。黒色の板状の集合体として存在する。

## 命名と歴史
ダウブリール石は、フランス人の鉱物学者、岩石学者、隕石学者のガブリエル・オーギュスト・ドブレに因んで命名された。この鉱物は、1876年に初めて記載された。模試地は、メキシコのコアウイラ州である（コアウイラ隕石）。

## 分類
シュツルンツ分類では、「硫化鉱物と硫塩鉱物」の中の、特に「金属:硫化物比が3:4及び2:3の硫化金属」に分類される。
ダナ分類では、「硫化鉱物と硫塩鉱物」の中の、特にリンネ鉱のグループに属する。

## 生成
ダウブリール石は、隕鉄（カマサイト及びテーナイト）の包有物として見られる。共生鉱物には、閃マンガン鉱、頑火輝石、グラファイト、斜長石、シュライバーサイトがある。
ある文献によると、ダウブリール石は34の地域で記載されているとされる。有名な例としては、アラン・ヒルズ84001隕石やホバ隕石、キャニオン・ディアブロ隕石がある。
またこの鉱物は、アポロ15号ミッションによって月の雨の海から回収されたハドリー・リル隕石からも発見されている。

## 結晶
ダウブリール石は、空間群Fd3m (4/m 3 2/m)の立方晶の結晶系を示す。1つの基本単位格子の中に8つの化学式単位が存在する。